# Daria Kaleniuk
Daria Kaleniuk és una periodista i activista de la societat civil ucraïnesa i directora executiva del Centre d'Acció Anticorrupció, amb seu a Kíev.
Kaleniuk va estudiar dret a la Universitat Nacional de Dret Yaroslav Mudryi i té un màster en Dret de Serveis Financers de la Facultat de Dret de Chicago-Kent, amb el suport del Programa d'Estudiants Estrangers Fulbright. És membre dels Young Global Leaders.
Durant la invasió russa d'Ucraïna el 2022, Kaleniuk va tenir cert protagonisme mediàtic internacional quan va preguntar al primer ministre britànic Boris Johnson en una conferència de premsa a Varsòvia per què alguns oligarques russos amb seu a Londres no havien estat objectiu de sancions i per què no donava suport a l'establiment d'una zona d'exclusió aèria sobre Ucraïna.